# Zsidongó
A Zsidongó egy informális oktatási program, ismeretterjesztő könyvsorozat és blog. A Zsidongó a zsidó vallást és hagyományokat mutatja be pluralista, modern, de hagyományőrző megközelítésben.
A Zsidongó kifejezett célközönsége azok a családok, felnőttek és gyerekek egyaránt, akik szeretnének közelebb kerülni a zsidó közösséghez, vagy többet megtudni a zsidóságról. A sorozat néhány része megjelent angol, német, francia, horvát, szlovák és orosz nyelven is.
A Zsidongó alapítója és jogtulajdonosa Verő Bán Linda, a Hillel Alapítvány igazgatója és a Frankel Leó úti zsinagóga rabbijának, dr. Verő Tamásnak a felesége.

## Zsidongó könyvek
A Zsidongó ismeretterjesztő könyvsorozatot Verő Bán Linda írja, és a Hillel Zsidó Oktatási és Ifjúsági Központ Alapítvány adja ki.

### Magyar nyelven[5]megjelent Zsidongó könyvek
Hanukai Zsidongó (2007, 2009)
Purimi Zsidongó (2008)
Pészáchi Zsidongó (2009, 2010)
Őszi ünnepek Zsidongója (2009)
Maja és Beni Jelképes Zsidongója (2009)
Mit jelent zsidónak lenni? (2010)
Mesés képek egy zsidó család életéből (2011)
Héber dalok zsidó ünnepekre (2011)
Hello Isten 2012
Interaktív Hágádá pészáhra (2013)
Hanukai fejtörő (2014)

### Angol nyelven[6]megjelent könyvek (Bee Jewish Books)
What Does It Mean To Be Jewish? (2010)
Becca's Family photos - Jewish Life in Budapest (2011)
Hello God! Interactive Jewish Prayer book for Children (2012)
Jewish Community Life in Budapest (2015)

### Német nyelven[7]megjelent Zsidongó könyvek (Bien-e Jid Bücher)
Alles Über Chanukka (2012)
Was Bedeutet es Jüdisch zu sein? (2013)
Interaktive Haggada für Pessach (2013)

### Francia nyelven[8]megjelent Zsidongó Könyvek
Une Haggada Interactive Pour Enfant